# Gambaga
Gambaga – miasto w Ghanie i stolica dystryktu East Mamprusi w Regionie Północno–Wschodnim; 9,5 tys. mieszkańców (2010).